# Vilma Guimarães Rosa Reeves
Vilma Guimarães Rosa Reeves (Itaguara, 5 de Junho de 1931 - Rio de Janeiro, 30 de Janeiro de 2022) foi uma escritora brasileira, filha de João Guimarães Rosa. Vilma estudou no Rio de Janeiro, e completou seus estudos superiores na Universidade Sorbonne e na Aliança Francesa, em Paris, onde viveu durante alguns anos. Foi casada com Peter Quiney Reeves, e mãe de Laura Beatriz e João Emilio, de seu primeiro casamento; avó de Alice.

## Obras[2]
- Acontecências (1967)
- Setestórias (1970)
- Por que não? (1972) (Prêmio Afonso Arinos, da Academia Brasileira de Letras)
- Serendipity (1974)
- Carisma (1978)
- Clique! (1981)
- Relembramentos: João Guimarães Rosa, Meu Pai (Memórias Biográficas) (1983) (Prêmios "Joaquim Nabuco", da Academia Brasileira de Letras e "Ensaio Biográfico", do PEN Clube do Brasil)
- As Visionárias (1983)
- Mistérios do Existir (1999) (Menção Honrosa do Prêmio Ma1ba Tahan, da Academia Carioca de Letras e União Brasileira de Escritores).